# Fred Stanfield
Pour les articles homonymes, voir Stanfield.
Frederic William Stanfield, dit Fred Stanfield, (né le 4 mai 1944 à Toronto, en Ontario, au Canada et mort le 13 septembre 2021) est un joueur professionnel canadien de hockey sur glace qui évoluait au poste d'ailier gauche. Fred est le frère de Jack et de Jim Stanfield qui sont des joueurs de hockey de la LNH.

## Biographie
Stanfield joue 914 matchs dans sa carrière dans la LNH et remporte deux coupes Stanley avec les Bruins de Boston en 1970 et 1972. Il joue aussi une finale avec les Sabres de Buffalo en 1975.
Il meurt à l'âge de 77 ans le 13 septembre 2021

## Statistiques

### Joueur
| Saison     | Équipe                          | Ligue      |     | Saison régulière | Saison régulière | Saison régulière | Saison régulière | Saison régulière |    | Séries éliminatoires | Séries éliminatoires | Séries éliminatoires | Séries éliminatoires | Séries éliminatoires |
| Saison     | Équipe                          | Ligue      | PJ  | B                | A                | Pts              | Pun              | PJ               | B  | A                    | Pts                  | Pun                  |                      |                      |
| 1961-1962  | Teepees de Saint Catharines     | OHA        | 49  | 11               | 15               | 26               | 0                |                  |    |                      |                      |                      |                      |                      |
| 1962-1963  | Black Hawks de Saint Catharines | OHA        | 48  | 28               | 39               | 67               | 0                |                  |    |                      |                      |                      |                      |                      |
| 1963-1964  | Black Hawks de Saint Catharines | OHA        | 56  | 34               | 75               | 109              | 0                |                  |    |                      |                      |                      |                      |                      |
| 1964-1965  | Black Hawks de Chicago          | LNH        | 58  | 7                | 10               | 17               | 14               | 14               | 2  | 1                    | 3                    | 2                    |                      |                      |
| 1965-1966  | Black Hawks de Chicago          | LNH        | 39  | 2                | 2                | 4                | 2                | 5                | 0  | 0                    | 0                    | 2                    |                      |                      |
| 1965-1966  | Braves de Saint-Louis           | CPHL       | 24  | 7                | 11               | 18               | 2                | --               | -- | --                   | --                   | --                   |                      |                      |
| 1966-1967  | Black Hawks de Chicago          | LNH        | 10  | 1                | 0                | 1                | 0                | 1                | 0  | 0                    | 0                    | 0                    |                      |                      |
| 1966-1967  | Braves de Saint-Louis           | CPHL       | 37  | 20               | 21               | 41               | 10               | --               | -- | --                   | --                   | --                   |                      |                      |
| 1967-1968  | Bruins de Boston                | LNH        | 73  | 20               | 44               | 64               | 10               | 4                | 0  | 1                    | 1                    | 0                    |                      |                      |
| 1968-1969  | Bruins de Boston                | LNH        | 71  | 25               | 29               | 54               | 22               | 10               | 2  | 2                    | 4                    | 0                    |                      |                      |
| 1969-1970  | Bruins de Boston                | LNH        | 73  | 23               | 35               | 58               | 14               | 14               | 4  | 12                   | 16                   | 6                    |                      |                      |
| 1970-1971  | Bruins de Boston                | LNH        | 75  | 24               | 52               | 76               | 12               | 7                | 3  | 4                    | 7                    | 0                    |                      |                      |
| 1971-1972  | Bruins de Boston                | LNH        | 78  | 23               | 56               | 79               | 12               | 15               | 7  | 9                    | 16                   | 0                    |                      |                      |
| 1972-1973  | Bruins de Boston                | LNH        | 78  | 20               | 58               | 78               | 10               | 5                | 1  | 1                    | 2                    | 0                    |                      |                      |
| 1973-1974  | North Stars du Minnesota        | LNH        | 71  | 16               | 28               | 44               | 10               | --               | -- | --                   | --                   | --                   |                      |                      |
| 1974-1975  | North Stars du Minnesota        | LNH        | 40  | 8                | 18               | 26               | 12               | --               | -- | --                   | --                   | --                   |                      |                      |
| 1974-1975  | Sabres de Buffalo               | LNH        | 32  | 12               | 21               | 33               | 4                | 17               | 2  | 4                    | 6                    | 0                    |                      |                      |
| 1975-1976  | Sabres de Buffalo               | LNH        | 80  | 18               | 30               | 48               | 4                | 9                | 0  | 1                    | 1                    | 0                    |                      |                      |
| 1976-1977  | Sabres de Buffalo               | LNH        | 79  | 9                | 14               | 23               | 6                | 5                | 0  | 0                    | 0                    | 0                    |                      |                      |
| 1977-1978  | Sabres de Buffalo               | LNH        | 57  | 3                | 8                | 11               | 2                | --               | -- | --                   | --                   | --                   |                      |                      |
| 1978-1979  | Bears de Hershey                | LAH        | 50  | 19               | 41               | 60               | 4                | --               | -- | --                   | --                   | --                   |                      |                      |
| Totaux LNH | Totaux LNH                      | Totaux LNH | 914 | 211              | 405              | 616              | 134              | 106              | 21 | 35                   | 56                   | 10                   |                      |                      |

### Entraîneur
| Saison    | Équipe                  | Ligue |    | PJ | V  | D | N      | % V                   |  | Séries éliminatoires |
| 1978-1979 | Bears de Hershey        | LAH   | 31 | 8  | 19 | 4 | 32,3 % | Éliminés en 1re ronde |  |                      |
| 1979-1980 | Flyers de Niagara Falls | OHA   |    |    |    |   |        |                       |  |                      |